# Польское имя
По́льские имена́ состоят из двух основных элементов: личного имени (пол. imię) и фамилии (пол. nazwisko). Обычно имя пишут перед фамилией; обратный порядок используется почти исключительно в упорядоченных по алфавиту списках и указателях (в том числе в заголовках статей классических энциклопедий).

## Имя
Выбор личных имён в Польше обычно определяется церковными установлениями, а также традициями, в том числе семейными; кроме того, имеются некоторые законодательные ограничения.

### Традиционные имена
Обычно ребёнок в Польше получает при рождении одно или два имени; официальное использование большего количества имён в настоящее время запрещено законом. Как правило, родители выбирают имя для ребёнка из значительного количества традиционных для Польши имён, имеющих два источника:
- христианские имена, то есть библейские имена или имена святых;
- славянские имена дохристианской эпохи.

Нередко польские личные имена принадлежат к обеим этим группам, например: Войцех (пол. Wojciech — св. Адальберт), Влодзимеж (пол. Włodzimierz — св. Владимир-Василий Святославич), Стани́слав (пол. Stanisław — св. Станислав) и т. д.

### Имена литовского происхождения

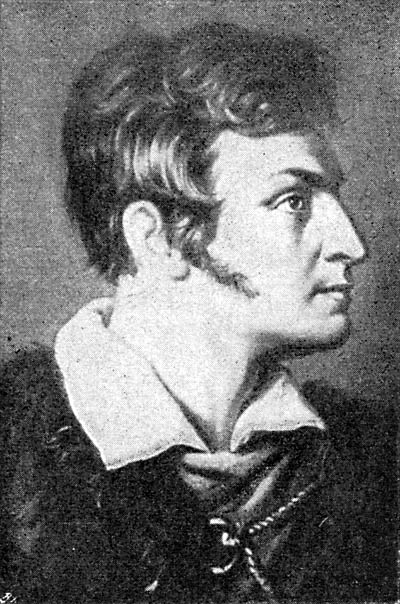
Адам Мицкевич

Кроме того, в Польше довольно распространено некоторое количество имён литовского происхождения: Ольгерд (пол. Olgierd — лит. Algirdas), Витольд (пол. Witold — лит. Vytautas) или Гражина (пол. Grażyna — лит. Gražina).
Если первые два имени являются исконно литовскими, а их использование поляками, вероятно, является следствием длительной польско-литовской унии, то с именем «Гражина» ситуация несколько сложнее. Имеющее литовскую основу (лит. gražus — «красивый, прекрасный»), имя «Гражина» было придумано Адамом Мицкевичем для главной героини одноимённой поэмы. Таким образом, это литовское по форме имя первоначально стало использоваться в Польше, и лишь потом — в Литве.

### Имя и христианская традиция
Обычно имя даётся ребёнку во время обряда крещения. Наряду с именами, принятыми в католической традиции, могут использоваться и дохристианские славянские имена, однако в этом случае священник может попросить родителей выбрать для ребёнка дополнительно христианское имя. В прошлом при крещении ребёнку давалось два имени, поэтому он имел двух святых-покровителей. Сейчас же это больше дань традиции: второе имя редко используется в повседневной жизни, употребление его в быту выглядит довольно претенциозно. Во время конфирмации католик обычно получает ещё одно (второе или третье) христианское имя, однако оно практически никогда не используется за пределами церкви.
В Польше, как и во многих других католических странах, широко распространена практика празднования именин (пол. imieniny) — дня своего святого покровителя, хотя в Польше более принято отмечать день рождения. В Восточной Польше празднование дня рождения является семейным, закрытым торжеством, так как часто дату рождения человека знают лишь родные и ближайшие друзья. В противоположность этому именины часто отмечаются в широком кругу знакомых, с коллегами по работе и т. п. Информация о том, на какой день приходятся те или иные именины, публикуется во многих польских календарях, в Интернете и пр.

### Законодательные ограничения
Согласно польскому законодательству, личное имя должно чётко отражать пол его носителя. Почти все женские имена в Польше (как и русские женские имена) имеют окончание -а. Однако существует и ряд мужских имён на -а: например, пол. Barnaba — Барнаба. В отличие от русских традиций, имя «Мария» (пол. Maria) в Польше может носить как женщина, так и мужчина; впрочем, употребление этого имени в качестве мужского крайне редко и относится почти исключительно ко вторым именам (например, полное имя 9-го президента Польши — Бронислав Мария Коморовский).

### Имя и мода
Использование того или иного имени во многом зависит от моды. Многие родители называют своих детей в честь национальных героев Польши, знаменитых личностей, персонажей книг, фильмов и т. п. Несмотря на это, бо́льшая часть имён, употребляемых в современной Польше, использовалась ещё со Средних веков. Согласно статистике, в 2003 году наиболее популярными польскими женскими именами были: Anna (Анна), Maria (Мария) и Katarzyna (Катажина); мужскими — Piotr (Пётр), Jan (Ян) и Andrzej (Анджей).
На 2014 год самыми популярными женскими именами были: Лена (Lena), Зузанна (Zuzanna), Юлия (Julia), Майя (Maja), Зофья (Zofia), Ханна (Hanna), мужскими: Якуб (Jakub), Кацпер (Kacper), Антони (Antoni), Филип (Filip), Ян (Jan). 
В 2021 году самыми популярными женскими именами были: Зузанна (Zuzanna), Зофья (Zofia) и  Ханна (Hanna), мужскими: Антони (Antoni), Ян (Jan) и Александер (Aleksander) .

### Уменьшительные имена
В повседневной жизни очень популярны уменьшительные формы имён, которые чаще всего используются при обращении к детям или в семье, но иногда входят и в официальное употребление (наподобие Leszek при полном Lech — ср. Лех Валенса и Лешек Бальцерович). Как и другие славянские языки, польский обладает широчайшими возможностями для создания разнообразных уменьшительно-ласкательных имён. Большинство из них основано на использовании суффиксов, часто с усечением основы имени (Bolesław → Bolek) или с её искажением, иногда до неузнаваемости (Karol → Karolek → Lolek, Małgorzata → Małgosia → Gosia → Gośka).
Наиболее характерны уменьшительно-ласкательные суффиксы -ek и более аффектированный -(u)ś (соответствующие женские имена оканчиваются на -ka/-cia и -(u)sia): Piotr → Piotrek, Piotruś; Ewa → Ewka, Ewcia, Ewusia. Иногда оба суффикса ставятся одновременно: Jan → Janusiek. Для женских имён применяются и другие наращения: -(u)nia, -dzia (Jadwiga → Jadwinia, Jadzia).
Некоторые польские мужские имена изначально оканчиваются на -ek (например, Marek, Franciszek — Марк, Франциск); в таком случае эта форма не является уменьшительно-ласкательным именем, а лишь сходна с ним по звучанию.

### Прозвища
Как и во многих мировых культурах, в Польше часто используются прозвища (пол. przezwisko, ksywa) — как дополнение или альтернатива личному имени, которые, однако, не являются официальными именами, а используются в кругу родных, друзей или коллег.

## Фамилия
Польские фамилии, как и в большинстве европейских традиций, обычно передаются по мужской линии: то есть фамилией создаваемой семьи становится фамилия мужа, и именно её носят дети, рождённые в этом браке.
Замужняя женщина в Польше обычно принимает фамилию мужа. Тем не менее, согласно польским законам, это необязательно. Женщина может сохранить свою девичью фамилию (пол. nazwisko panieńskie) или присоединить к своей девичьей фамилии фамилию мужа, создав таким образом двойную фамилию (пол. nazwisko złożone). Современным польским законодательством, однако, установлено, что фамилия не может состоять более чем из двух частей; таким образом, если до брака женщина уже имела двойную фамилию и хочет присоединить к ней фамилию мужа, ей придётся отказаться от одной из частей девичьей фамилии. В свою очередь, мужчина также может принять фамилию жены или добавить её к своей.
Граждане Польши имеют право на смену фамилии, если:
- она имеет оскорбительный или смешной характер;
- она звучит не по-польски;
- она совпадает с именем;
- человек долгое время использовал другую фамилию и известен под ней либо желает вернуться к прежней своей фамилии[4].

### Мужские и женские формы фамилий
Польские фамилии имеют мужскую и женскую формы, различающиеся друг от друга окончаниями и (или) суффиксами. Нередки и фамилии, совпадающие в мужской и женской формах. Данная система, аналогичная существующей в других славянских языках, как правило, не требует специального объяснения людям, говорящим по-русски.
- Фамилии на -ski/-cki/-dzki и -ska/-cka/-dzka (например, Kowalski, м. р. — Kowalska, ж. р.), по форме и склонению являющиеся прилагательными.

- Фамилии-прилагательные с другими окончаниями (например, Śmigły, м. р. — Śmigła, ж. р.). В отличие от русского языка, в польском как прилагательные склоняются также мужские заимствованные и иностранные фамилии на -i/-y/-ie: им. п. Kennedy, род. п. Kennedyego, дат. п. Kennedyemu… и т. д. Таким же образом в польском языке склоняются и мужские имена, заканчивающиеся на -i/-y/-ie: им. п. Freddie, род. п. Freddiego и т. д.

- Фамилии на -ów/-owa, -in/-ina и т. п. (например, Romanów, м. р. — Romanowa, ж. р.), образованные как краткие притяжательные прилагательные и соответствующим образом склоняющиеся. Собственно польскому языку краткие прилагательные не свойственны, так что подобные фамилии имеют в большинстве случаев иноязычное происхождение; тем не менее, они однозначно идентифицируются поляками как славянские. Форма женского рода для таких фамилий образуется так же, как и в русском. В суффиксе мужской фамилии, по общему правилу польской фонетики, в именительном падеже звук [o] переходит в [u] (графически — ó), а в женской всегда сохраняется неизменным.

- Прочие польские фамилии (например, Kowal, Kowalewicz или Kowalczyk) грамматически являются существительными и имеют совпадающие мужскую и женскую формы, причём женская форма, как и в русском, не склоняется (кроме большинства фамилий-существительных на -a, склоняющихся одинаково в обоих родах: им. п. Wątroba, род. п. Wątroby, дат. п. Wątrobie и т. д.; не склоняются фамилии на -a после гласных, кроме случая -ia). В отличие от русского языка, в польском склоняются мужские фамилии на -o: им. п. Orzeszko, род. п. Orzeszki, дат. п. Orzeszkowi…; фамилии же на -i/-y склоняются как прилагательные (см. выше).

- В архаичной или в разговорной речи (последнее особенно типично для сельских жителей) от мужских фамилий-существительных данного типа (Kowal, Kilian, Zaręba, Wiśnia, Nowak, Sienkiewicz и т. п.) строятся особые женские формы, например: pan Kowal — pani Kowalowa (его жена) — panna Kowalówna (его дочь). Ниже приводится таблица образования женских форм от таких фамилий.

| Окончание фамилии отца, мужа | Окончание фамилии отца, мужа | Фамилия незамужней женщины | Фамилия незамужней женщины | Фамилия замужней женщины, вдовы | Фамилия замужней женщины, вдовы |
| согласный (кроме g)          | согласный (кроме g)          | -ówna                      | -ówna                      | -owa                            | -owa                            |
| Nowak                        | Но́вак                        | Nowakówna                  | Новаку́вна                  | Nowakowa                        | Новако́ва                        |
| Madej                        | Ма́дей                        | Madejówna                  | Мадею́вна                   | Madejowa                        | Мадеёва                         |
| гласный или g                | гласный или g                | -(i)anka¹                  | -(i)anka¹                  | -ina, -yna¹                     | -ina, -yna¹                     |
| Zaręba                       | Заре́мба                      | Zarębianka                 | Зарембя́нка                 | Zarębina                        | Заремби́на                       |
| Konopka                      | Коно́пка                      | Konopczanka                | Конопча́нка                 | Konopczyna                      | Конопчи́на                       |
| Pług                         | Плуг                         | Płużanka                   | Плужа́нка                   | Płużyna                         | Плужи́на                         |

¹ Последний согласный перед этими суффиксами смягчается или переходит в шипящий.

### Возникновение фамилий
Впервые употребление «семейных имён» в Польше зафиксировано примерно в XV веке, причём исключительно в среде польского дворянства — шляхты (пол. szlachta). Следует, однако, иметь в виду, что первоначально польская шляхта по своей структуре значительно отличалась от западноевропейского дворянства: формально, представители шляхты были равны между собой; различия были связаны только со степенью зажиточности. Особенности польской системы дворянства наложили отпечаток и на развитие системы польских фамилий.

Герб «Елита»

По сути, польская шляхта являлась привилегированным военным сословием. Владеющие землёй шляхтичи были обязаны принимать участие в ополчении во время войн, поскольку со времени кончины князя Болеслава Кривоустого в 1138 году в Польше отсутствовало регулярное княжеское войско. В военное время каждая польская область собирала своё ополчение (пол. pospolite ruszenie), которое приводила под командование короля.
Шляхта объединялась в военные «кланы», чем-то напоминающие шотландские, однако не на принципах родства, а по территориальному признаку. Каждое такое объединение имело своё собственное название и герб того же имени, принадлежащие всем участникам «клана». Это же название являлось частью сложносоставной фамилии каждого из членов объединения. Люди, принадлежащие к одному «клану», назывались шляхтой одного герба (пол. herbowni, klejnotni, współherbowni). Другая часть польской шляхетской фамилии отражала название местности (обычно — села или хутора), владельцем которой был данный шляхтич. Полное имя строилось по следующему образцу: имя, личная фамилия и название герба — например: Ян Замойский герба Елита (пол. Jan Zamoyski herbu Jelita).

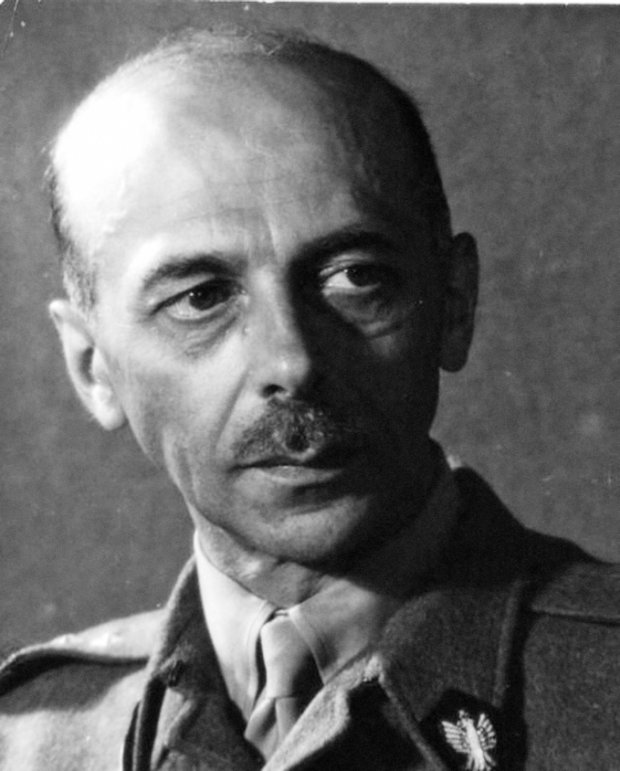
Генерал Тадеуш Бур-Коморовский

В течение XV—XVII веков польские шляхетские имена были приведены к классической схеме «трёх имён», принятой у римских патрициев: личное имя (лат. praenomen), имя рода (лат. nomen gentile) и фамилия (лат. cognomen). Например: Ян Елита Замойский (пол. Jan Jelita Zamoyski). Позже «гербовая» и личная фамилии стали связываться на письме дефисом.
После Первой и Второй мировых войн многие особо активные участники боёв добавляли свои военные прозвища к фамилиям. Эта традиция стала ещё одной причиной существования в Польше значительного количества двойных фамилий. Примерами таких фамилий могут послужить Рыдз-Смиглы (пол. Rydz-Śmigły), Новак-Езёраньский (пол. Nowak-Jeziorański), Бур-Коморовский (пол. Bór-Komorowski). Некоторые артисты, такие как Тадеуш Бой-Желеньский (пол. Tadeusz Boy-Żeleński), также добавляли свои сценические псевдонимы к основной фамилии.
Бытует представление о том, что к шляхетским относятся все польские фамилии, оканчивающиеся на -ий. Действительно, многие фамилии польской шляхты имеют такое окончание, связанное либо с названием родового поместья, либо герба (например, Вишневецкий — пол. Wiśniowiecki — родовое поместье Вишневец; Казановский — пол. Kazanowski, Склодовский — пол. Skłodowski, Ходецкий — пол. Chodecki). Однако подобные окончания имеют и более поздние по времени возникновения фамилии простолюдинов, образованные от личных имён, прозвищ и названий профессий (Войцеховский — пол. Wojciechowski; Квятковский — пол. Kwiatkowski; Козловский — пол. Kozłowski, Ковальский — пол. Kowalski), а также фамилии польских евреев (Виленский — пол. Wileński, от названия города Вильно (совр. Вильнюс), Березовский — пол. Berezowski, от названия города Берёза (ныне в Белоруссии), Белоцерковский — пол. Białocerkiewski, от названия города Белая Церковь, и т. п.).
Использование фамилий постепенно распространилось и на другие социально-этнические группы: на горожан (в конце XVII века), затем на крестьян и — в середине XIX века — на евреев.

### Наиболее распространённые фамилии
По состоянию на декабрь 2004 года список из 20 наиболее распространённых польских фамилий был таков (мужские и женские варианты считались одной фамилией):
| № п/п | Фамилия              | Фамилия                          | Число носителей | Число носителей |
| № п/п | написание по-польски | транскрипция (офиц. / худ. лит.) | 2004            | 2002            |
| ----- | -------------------- | -------------------------------- | --------------- | --------------- |
| 1     | Nowak                | Но́вак                            | 199 008         | 203 506         |
| 2     | Kowalski             | Кова́льский                       | 136 937         | 139 719         |
| 3     | Wiśniewski           | Вишне́вский                       | 108 072         | 109 855         |
| 4     | Wójcik               | Ву́йцик                           | 97 995          | 99 509          |
| 5     | Kowalczyk            | Кова́льчик                        | 96 435          | 97 796          |
| 6     | Kamiński             | Ками́ньский Ками́нский             | 92 831          | 94 499          |
| 7     | Lewandowski          | Левандо́вский                     | 90 935          | 92 449          |
| 8     | Zieliński            | Зели́ньский Зели́нский             | 89 118          | 91 043          |
| 9     | Szymański            | Шима́ньский Шима́нский             | 87 570          | 89 091          |
| 10    | Woźniak              | Во́зняк                           | 87 155          | 88 039          |
| 11    | Dąbrowski            | Домбро́вский                      | 84 497          | 86 132          |
| 12    | Kozłowski            | Козло́вский                       | 74 790          | 75 962          |
| 13    | Jankowski            | Янко́вский                        | 67 243          | 68 514          |
| 14    | Mazur                | Ма́зур                            | 66 034          | 66 773          |
| 15    | Wojciechowski        | Войцехо́вский                     | 65 239          | 66 361          |
| 16    | Kwiatkowski          | Квятко́вский                      | 64 963          | 66 017          |
| 17    | Krawczyk             | Кра́вчик                          | 62 832          | 64 048          |
| 18    | Kaczmarek            | Качма́рек                         | 60 713          | 61 816          |
| 19    | Piotrowski           | Пётро́вский Петро́вский            | 60 255          | 61 380          |
| 20    | Grabowski            | Грабо́вский                       | 57 426          | 58 393          |

## Особенности русскойтранскрипциипольских имён и фамилий

### Имена
- Многие польские имена транскрибируются не по общим правилам, а передаются традиционно: Augustyn → Августин (не «Аугустын»), Eugenia → Евгения (не «Эугенья») и т. п.
- После согласных конечное -i/-y польских мужских имён (в основном классического происхождения) передается как -ий, а не через -и/-ы: Antoni → Антоний, Ignacy → Игнаций (или, по традиционной передаче, Игнатий), Walenty → Валентий и др.
- Вообще y после согласных в именах обычно передаётся через и, а не через ы, как было бы по общим правилам: Benedykt → Бенедикт, Henryk → Хенрик (по традиционной передаче — Генрих), Ryszard → Ришард, Krystyna → Кристина и др.
- В женских именах оконечное -ja после согласных транскрибируется как -ия: Felicja → Фелиция.
- При восстановлении из польского написания имен классических персонажей оконечное -(i)usz чаще всего соответствует русской форме на -(и)й, а оконечное -asz/-iasz/-jasz — русской форме на -(и)я, -а: Klaudiusz → Клавдий, Amadeusz → Амадей, Jeremiasz → Иеремия… Но в случае, если такое имя носит поляк, оконечное ш сохраняется: Клаудиуш, Амадеуш, Еремияш…
- По-польски оконечное -ek в именах и фамилиях склоняется с выпадением гласной e, но в протранскрибированной форме этого делать нельзя (то есть в данном случае школьное правило про различение суффиксов -ик и -ек неприменимо): Яцек — Яцека — Яцеку…, хотя в оригинале Jacek — Jacka — Jackowi…; фамилия: Герек — Герека — Гереку… (Gierek — Gierka — Gierkowi…).

### Фамилии
- В фамилиях-прилагательных оконечное -ski/-cki/-dzki (-ska/-cka/-dzka) передается через -ский/-цкий/-дский (или -дзский), в женском роде — соответственно с -ая (Ковальский — Ковальская). Польские фамилии на -ński/-ńska в русском языке традиционно передаются двояко: в официальном точном стиле — с мягким знаком (Огиньский, Огиньская), но в художественной литературе и вообще в случае, когда речь идет о давно и широко известном человеке, — без такового (Огинский, Огинская).
- Фамилии-прилагательные других моделей (наподобие Śmigły — Śmigła) при официальной передаче в русском языке сохраняют краткое окончание -ы/-и в мужском и -а/-я в женском роде и обычно по-русски не склоняются. В художественной литературе, однако, встречается дополнение окончаний до -ый/-ий, -ая/-яя, особенно при прозрачной этимологии (Bujny → Буйный, Bujna → Буйная).
- Мужская форма фамилий вида Romanów — Romanowa передается двояко: возможна и официально-точная транскрипция с -ув/-юв, и русифицированная (обычно в художественной литературе) -ов/-ев (-ёв лишь в односложных фамилиях — поскольку иначе ударение было бы на предпоследнем слоге — и при восстановлении русской формы узнаваемых фамилий, вроде Kowalów → Ковалёв); для женских фамилий в обеих ситуациях -ова/-ёва.
- Фамилии вида Kowal, Kilian, Zaręba, Wiśnia, Nowak, Sienkiewicz и т. п. транскрибируются по общим правилам, без каких-либо особенностей. Склоняемость результата определяется общими правилами русского языка.
- Особые женские формы фамилий (pani Kowalowa, panna Kowalówna), образованные от основной формы (pan Kowal), официально транскрибируются с восстановлением мужской формы (пан, пани, панна Коваль), однако в художественной литературе обычно передаются полностью: пани Ковалёва, панна Ковалёвна (реже — с более точной передачей произношения: Ковалювна).